# Descomunización

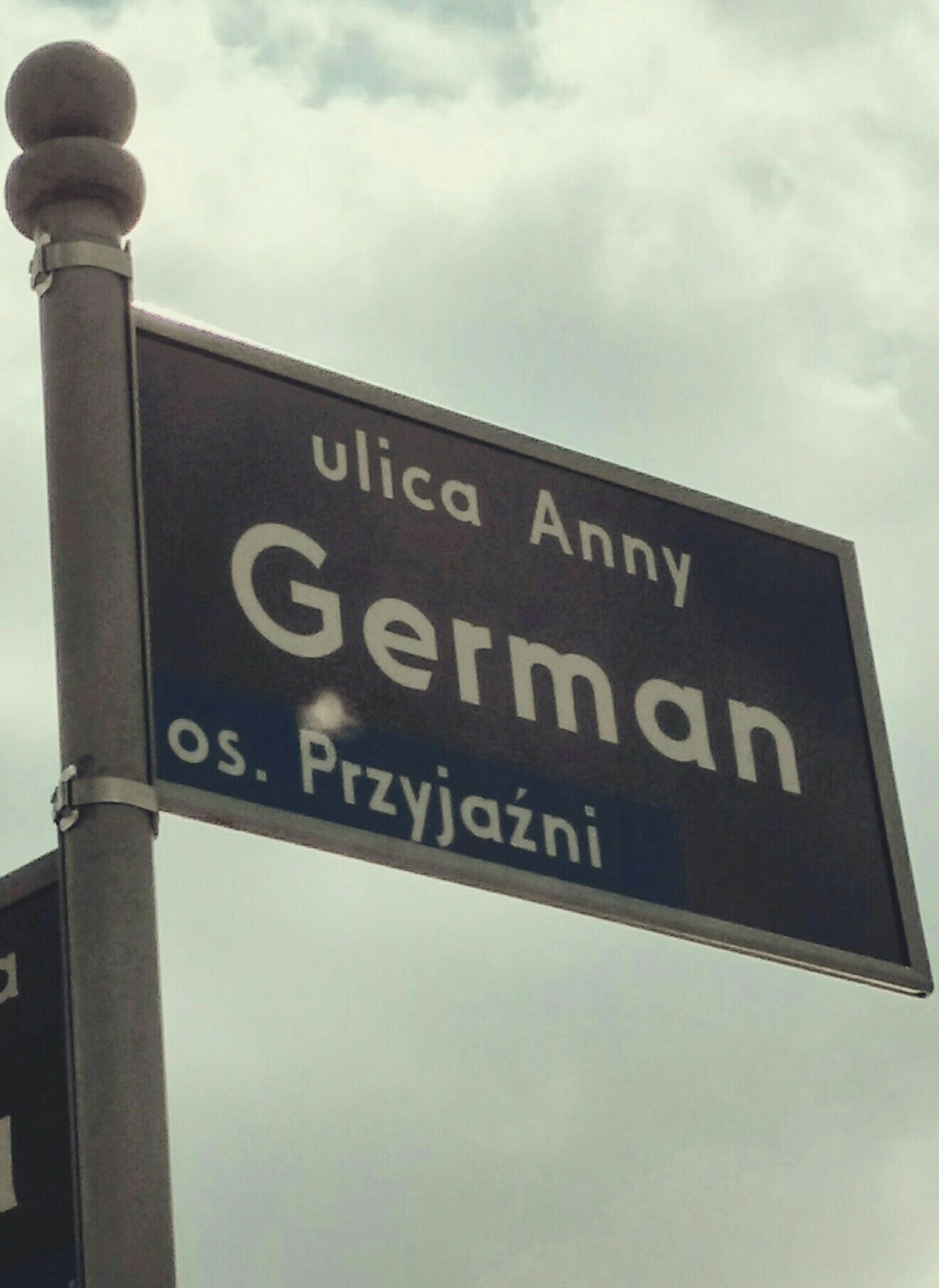
Una de las manifestaciones de la descomunización consiste en renombrar calles. En 2017, se renombró la calle Julian Leński de Poznań en honor a Anna German.

El término descomunización se refiere al proceso de desmantelamiento de los legados de los Estados comunistas, la cultura y la psicología en los Estados postcomunistas. A veces se le llama limpieza política. El término se aplica más comúnmente a los antiguos países del Bloque del Este y los Estados postsoviéticos para describir una serie de cambios legales y sociales durante sus períodos de poscomunismo.
En algunos Estados, la clausura incluye la prohibición de los símbolos comunistas. Al compartir rasgos comunes, los procesos de descomunización se han ejecutado de manera diferente en diferentes Estados.

## Organizaciones descomunizadoras

### Investigadores y fiscales
- Camboya - Las Cámaras Extraordinarias en los Tribunales de Camboya
- República Checa - La Oficina de la Documentación y la Investigación de los Crímenes del Comunismo
- Eslovaquia - El Instituto de la Memoria Nacional - Ústav pamäti národa (Sk)
- Estonia - La Comisión Internacional de Estonia para la Investigación de Crímenes Contra la Humanidad
- Alemania - El Comisionado Federal para los Registros de la Stasi (BStU)
- Indonesia - El gobierno de la Nueva Orden
- Hungría - El Instituto de Historia de la Revolución Húngara de 1956
- Lituania - El Centro Lituano para la Investigación del Genocidio y la Resistencia
- Polonia - El Instituto de la Memoria Nacional - Comisión para el enjuiciamiento de los delitos contra la nación polaca
- Rumania - El Instituto para la Investigación de los Crímenes Comunistas en Rumania
- Moldavia - La Comisión para el Estudio de la Dictadura Comunista en Moldavia
- Ucrania - El Instituto Ucraniano de la Memoria Nacional

## Procesamiento de ex comunistas
Lustration llegó a referirse a las políticas gubernamentales de limitar la participación de los ex comunistas, y especialmente a los informantes de la policía secreta comunista, en las posiciones de sucesores políticos designados o incluso en cargos de la función pública.

### Procesamiento de dirigentes estatales comunistas
- Afganistán: Nur Muhammad Taraki fue ordenado a morir por su sucesor Hafizullah Amin.
- Afganistán: Mohammad Najibullah fue condenado a muerte y ahorcado por el régimen Táliban.
- Bulgaria: Todor Zhivkov fue condenado a 7 años de prisión, pero solo cumplió un día porque fue liberado por "razones de salud".
- Camboya: hasta el momento, Khieu Samphan es el único líder acusado de los Jemeres Rojos, mientras que Pol Pot y otros vivieron libres sin cargos hasta la caída en desgracia de Pot tras asesinar a Son Sen.
- Alemania Oriental: Erich Honecker fue arrestado, pero pronto fue puesto en libertad debido a una mala salud, y pasado sus últimos años en exilio. Varias personas, como Egon Krenz, fueron condenadas.
- Etiopía - Mengistu Haile Mariam condenado a muerte en ausencia, sin amnistía hasta la fecha.
- Polonia - Wojciech Jaruzelski evitó la mayoría de las apariciones en los tribunales por mala salud. Murió en 2014.
- Rumania: Nicolae Ceaușescu fue condenado a muerte y ejecutado.

## Resultados
Los partidos comunistas fuera de los Estados bálticos no fueron prohibidos, y sus miembros no fueron procesados. Solo unos pocos lugares intentaron excluir incluso a los miembros de los servicios secretos comunistas de la toma de decisiones. En varios países, el partido comunista simplemente cambió su nombre y continuó funcionando.
Stephen Holmes, de la Universidad de Chicago, argumentó en 1996 que después de un período de desactivación activa, se encontró con una falla casi universal. Después de la introducción de la lustración, la demanda de chivos expiatorios se ha vuelto relativamente baja, y los ex comunistas han sido elegidos para altos cargos gubernamentales y administrativos. Holmes señala que la única excepción real fue la antigua Alemania del Este, donde miles de antiguos informadores de la Stasi han sido despedidos de cargos públicos.
Holmes sugiere las siguientes razones para el cierre de la descomunización:
- Después de 45 a 70 años de comunismo estatal, casi todas las familias tienen miembros asociados con el Estado. El deseo inicial de "erradicar a los rojos" dio lugar a la asunción de que el castigo masivo es incorrecto y que encontrar solo a parte de los culpables no es justicia.
- La urgencia de los problemas económicos actuales del poscomunismo hace que los crímenes del pasado comunista sean "viejas noticias" para muchos ciudadanos.
- Se cree que la descomunización es un juego de poder de las élites.
- La dificultad de desalojar a la élite social hace que se requiera un Estado totalitario para privar a los "enemigos del pueblo" de manera rápida y eficiente, y el deseo de normalidad supera el deseo de justicia punitiva.
- Muy pocas personas tienen un historial perfectamente limpio y, por lo tanto, están disponibles para ocupar los puestos que requieren una experiencia significativa.

## Muertes atribuidas a la descomunización
Matthew White encontró un artículo del LA Times de 1998 y un artículo del Times of London del 2000, que informaron que entre 3 y 6 millones de rusos  murieron o no nacieron debido a la disminución de las condiciones de vida después de la caída del comunismo. esto debido, presumiblemente, a la dependencia del gobierno central de la URSS por sobre los estados súbditos que se independizaron con la caída del comunismo.
Se estima que durante el año 1993 murieron 360.000 más personas que durante el 1992.